# Dérbi da Costa Sul
O Dérbi da Costa Sul ou Dérbi de Hampshire é o clássico que envolve os dois principais clubes de futebol da região sul da Inglaterra: o Portsmouth e o Southampton. A primeira partida entre os dois clubes foi em 6 de setembro de 1899, com vitória do Portsmouth por 2 a 0., enquanto o primeiro jogo em competições oficiais foi em abril de 1900, quando o Pompey (apelido do Portsmouth) venceu também por 2 a 0.

## Introdução
Em toda a história do clássico (apenas em competições de primeiro nível, excluindo os amistosos), foram realizadas 71 partidas, com vantagem para o Southampton: foram 35 vitórias contra 21 do Portsmouth. Foram registrados ainda 15 empates.
Com o duplo rebaixamento do Portsmouth para a League One em 2012 e para a League Two em 2013, o dérbi deixou de ser realizado até 2019, quando os clubes voltaram a se enfrentar na Copa da Liga Inglesa, onde o Southampton derrotou seu rival por 4 a 0, em pleno Fratton Park.

## Polêmicas
Os confrontos entre Portsmouth e Southampton são repletos de polêmicas: em 2005, Harry Redknapp deixou o Pompey para comandar os Saints, fato que reacendeu a rivalidade entre as equipes. Foi a segunda (e última) mudança de clube envolvendo treinadores - o primeiro havia sido Alan Ball, Jr., que treinou o Portsmouth entre 1984 e 1989 e de 1998 a 1999, além de comandar o Southampton (onde também atuou como jogador, na parte final da carreira) na temporada 1994–95.
Quando voltou a comandar o Portsmouth no mesmo ano, as relações entre os clubes se azedaram ainda mais, a ponto de seus presidentes (Rupert Lowe, do Southampton, e Milan Mandarić, do Portsmouth) trocarem farpas.

## Jogadores que defenderam as duas equipes
Atualizado em 6 de agosto de 2022
| Jogador              | Portsmouth          | Portsmouth | Portsmouth | Southampton         | Southampton | Southampton |
| Jogador              | Período no clube    | Partidas   | Gols       | Período no clube    | Partidas    | Gols        |
| -------------------- | ------------------- | ---------- | ---------- | ------------------- | ----------- | ----------- |
| John Bainbridge      | 1906–1907           | 25         | 4          | 1907–1910           | 84          | 20          |
| Ian Baird            | 1987–1988           | 20         | 1          | 1982–1985           | 22          | 5           |
| Gavin Bazunu         | 2021–2022           | 44         | 0          | 2022–               | 1           | 0           |
| Dave Beasant         | 2001–2002           | 27         | 0          | 1993–1997           | 88          | 0           |
| Billy Beaumont       | 1907–1910           | 70         | 2          | 1910–1911           | 27          | 0           |
| Edward Bell          | 1911–1912           | 4          | 0          | 1906–1908           | 4           | 0           |
| John Beresford       | 1989–1992           | 108        | 8          | 1998–2000           | 17          | 0           |
| Eyal Berkovic        | 2004–2005           | 22         | 2          | 1996–1997           | 28          | 4           |
| Robert Blyth         | 1921–1922           | 8          | 2          | 1922–1923           | 8           | 0           |
| Tommy Bowman         | 1904–1909           | 85         | 3          | 1901–1904           | 88          | 2           |
| Arthur Charles Brown | 1907–1910           | 9          | 0          | 1906–1907 1910–1912 | 0 39        | 0           |
| Arthur Chadwick      | 1901–1904           | 43         | 9          | 1897–1901           | 81          | 6           |
| Mick Channon         | 1985–1986           | 34         | 6          | 1966–1977 1979–1982 | 391 119     | 157 28      |
| Colin Clarke         | 1990–1993           | 85         | 18         | 1986–1989           | 82          | 36          |
| Eamonn Collins       | 1986–1989           | 5          | 0          | 1981–1983           | 3           | 0           |
| David Connolly       | 2012–2015           | 38         | 11         | 2009–2012           | 61          | 14          |
| Andy Cook            | 1987–1991           | 16         | 1          | 1997–1998           | 9           | 0           |
| Martin Cranie        | 2007–2009           | 2          | 0          | 2004–2007           | 16          | 0           |
| Peter Crouch         | 2001–2002 2008–2009 | 37 38      | 18 11      | 2004–2005           | 27          | 12          |
| Ron Davies           | 1973–1974           | 59         | 18         | 1966–1972           | 240         | 134         |
| C. B. Fry            | 1902–1903           | 2          | 0          | 1900–1902           | 16          | 0           |
| Ricardo Fuller       | 2004–2005           | 31         | 1          | 2005–2006           | 31          | 9           |
| Paul Gilchrist       | 1977–1978           | 39         | 3          | 1972–1977           | 107         | 17          |
| Mervyn Gill          | 1953–1955           | 6          | 0          | 1955–1956           | 1           | 0           |
| Jon Gittens          | 1993–1996           | 83         | 1          | 1985–1987 1991–1992 | 18 19       | 0           |
| Alex Glen            | 1907–1908           | 7          | 1          | 1906–1907           | 29          | 10          |
| Ivan Golac           | 1985                | 8          | 0          | 1978–1983 1984–1985 | 144 24      | 4 0         |
| Willie Haines        | 1922–1928           | 164        | 119        | 1928–1932           | 70          | 47          |
| Trevor Hebberd       | 1991                | 4          | 0          | 1976–1982           | 97          | 7           |
| Scott Hiley          | 1999–2002           | 75         | 0          | 1998–1999           | 32          | 0           |
| Barry Horne          | 1987–1989           | 70         | 7          | 1989–1992           | 112         | 6           |
| Ted Hough            | 1931–1932           | 1          | 0          | 1921–1931           | 175         | 0           |
| Kelly Houlker        | 1902–1903           | 23         | 1          | 1903–1906           | 59          | 3           |
| Bill Kennedy         | 1932–1933           | 1          | 0          | 1936–1938           | 43          | 0           |
| George Lawrence      | 1993                | 12         | 0          | 1980–1982 1985–1987 | 10 70       | 1 11        |
| John Lewis           | 1900–1901           | 21         | 7          | 1907–1908           | 24          | 10          |
| Alex McDonald        | 1902–1903           | 7          | 7          | 1901                | 5           | 5           |
| Johnny McIlwaine     | 1928–1930           | 56         | 5          | 1930–1932 1933–1937 | 46 81       | 9           |
| Jerry Mackie         | 1920–1928           | 278        | 78         | 1928–1931           | 81          | 24          |
| Alan McLoughlin      | 1992–1999           | 309        | 54         | 1990–1992           | 24          | 1           |
| Steve Middleton      | 1977–1978           | 26         | 0          | 1969–1970           | 24          | 0           |
| George Molyneux      | 1905–1906           | 23         | 0          | 1900–1905           | 142         | 0           |
| Harry Penk           | 1955–1957           | 9          | 2          | 1960–1964           | 52          | 6           |
| Vincent Péricard     | 2002–2006           | 44         | 9          | 2008                | 5           | 0           |
| Matt Reilly          | 1899–1904           | 138        | 0          | 1895                | 2           | 0           |
| Nigel Quashie        | 2000–2005           | 148        | 13         | 2005–2006           | 37          | 5           |
| Matthew Robinson     | 1998–2000           | 69         | 1          | 1993–1998           | 14          | 0           |
| Bill Rochford        | 1931–1946           | 138        | 1          | 1946–1950           | 128         | 0           |
| Bobby Stokes         | 1977–1978           | 24         | 2          | 1968–1977           | 216         | 40          |
| Isaac Tomlinson      | 1906–1907           | 5          | 0          | 1905–1906           | 29          | 8           |
| Jhon Viáfara         | 2005–2006           | 14         | 1          | 2006–2008           | 76          | 5           |
| Grégory Vignal       | 2005–2006           | 14         | 0          | 2007–2008           | 20          | 3           |
| Malcolm Waldron      | 1984–1986           | 23         | 1          | 1974–1983           | 178         | 10          |
| Jack Warner          | 1906–1915           | 227        | 10         | 1905–1906           | 17          | 0           |
| Ernest Williams      | 1906–1909           | 32         | 5          | 1912                | 1           | 0           |

## Estatísticas
Contabilizando apenas os torneios de "primeiro nível".
| Competição           | Partidas | Resultados  | Resultados | Resultados | Gols        | Gols       |
| Competição           | Partidas | Southampton | Portsmouth | Empates    | Southampton | Portsmouth |
| -------------------- | -------- | ----------- | ---------- | ---------- | ----------- | ---------- |
| Southern League      | 32       | 15          | 12         | 5          | 43          | 43         |
| Football League      | 28       | 12          | 6          | 10         | 50          | 36         |
| Premier League       | 4        | 2           | 2          | 0          | 6           | 6          |
| Copa da Inglaterra   | 5        | 4           | 1          | 0          | 12          | 6          |
| Copa da Liga Inglesa | 2        | 2           | 0          | 0          | 6           | 0          |
| Total                | 71       | 35          | 21         | 15         | 117         | 91         |

- Jogador com mais partidas disputadas: Mick Channon (544 jogos)
- Maior artilheiro: Mick Channon (191 gols)

## Links
- Portsmouth x Southampton: a história do clássico (em inglês)
- Scummers v Skates - The Guardian (em inglês)